# Slatina (kanton hercegowińsko-neretwiański)
Slatina – wieś w Bośni i Hercegowinie, w Federacji Bośni i Hercegowiny, w kantonie hercegowińsko-neretwiańskim, w gminie Jablanica. W 2013 roku liczyła 416 mieszkańców, z czego większość stanowili Boszniacy.